# Fiat Fiorino
Fiat Fiorino — компактний фургон, який представляє італійський автовиробник Fiat з 1977 року.

## Fiat Fiorino I (1977–1988)

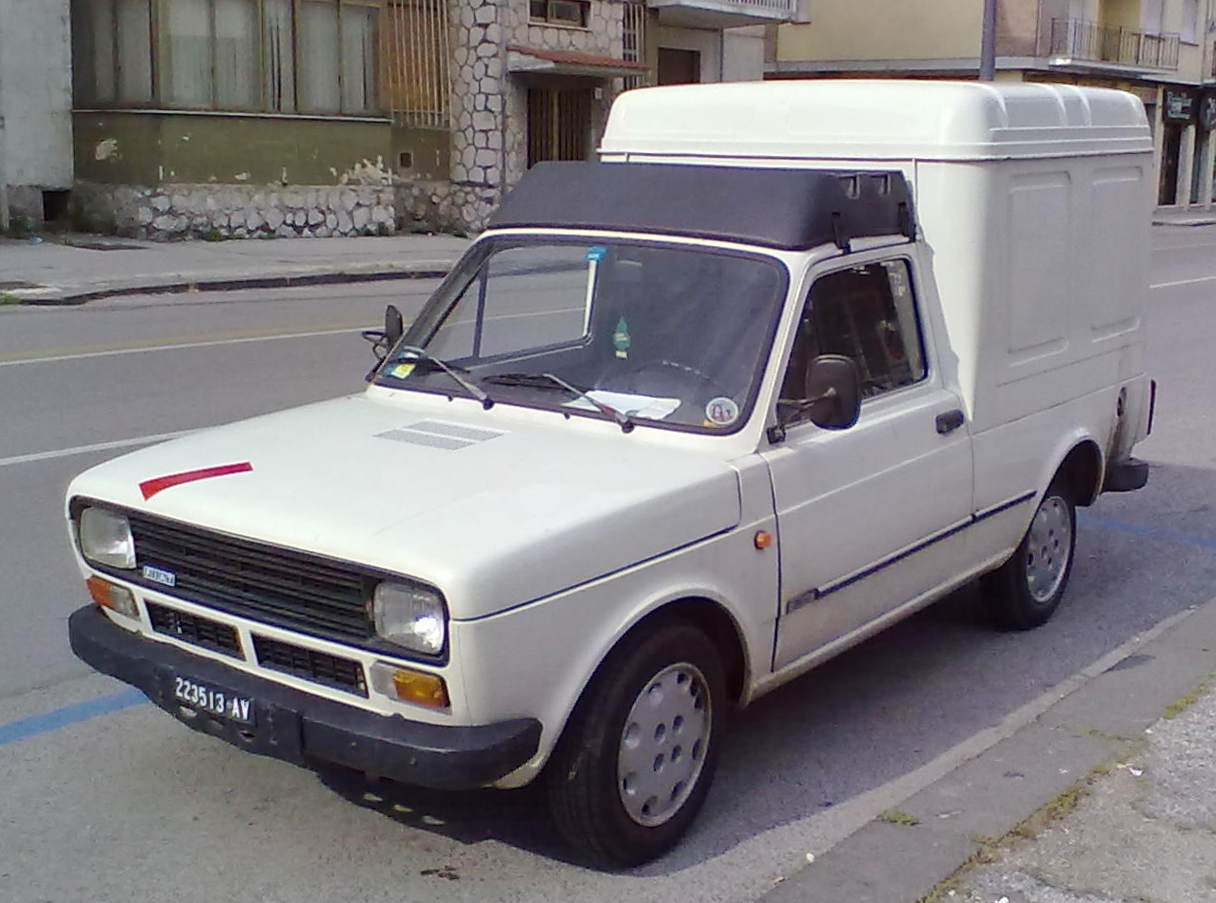
Fiat Fiorino І (1977-1980)

Перше покоління Fiat Fiorino засноване на базі Fiat 127 (Series 2) з вантажним кузовом «каблуком» 1,3 м заввишки. Такий дизайн був пізніше підхоплений іншими європейськими виробниками. Виробництво почалося на початку листопада 1977 року, а в 1980 році зовнішній вигляд був оновлений. На автомобіль встановлювалися двигуни від Fiat 127. Автомобілі збиралися на заводах в Мінас-Жерайс, Бразилії і в Кордові (Аргентина). Версія в кузові пікап називалася в Бразилії Fiat 147 City

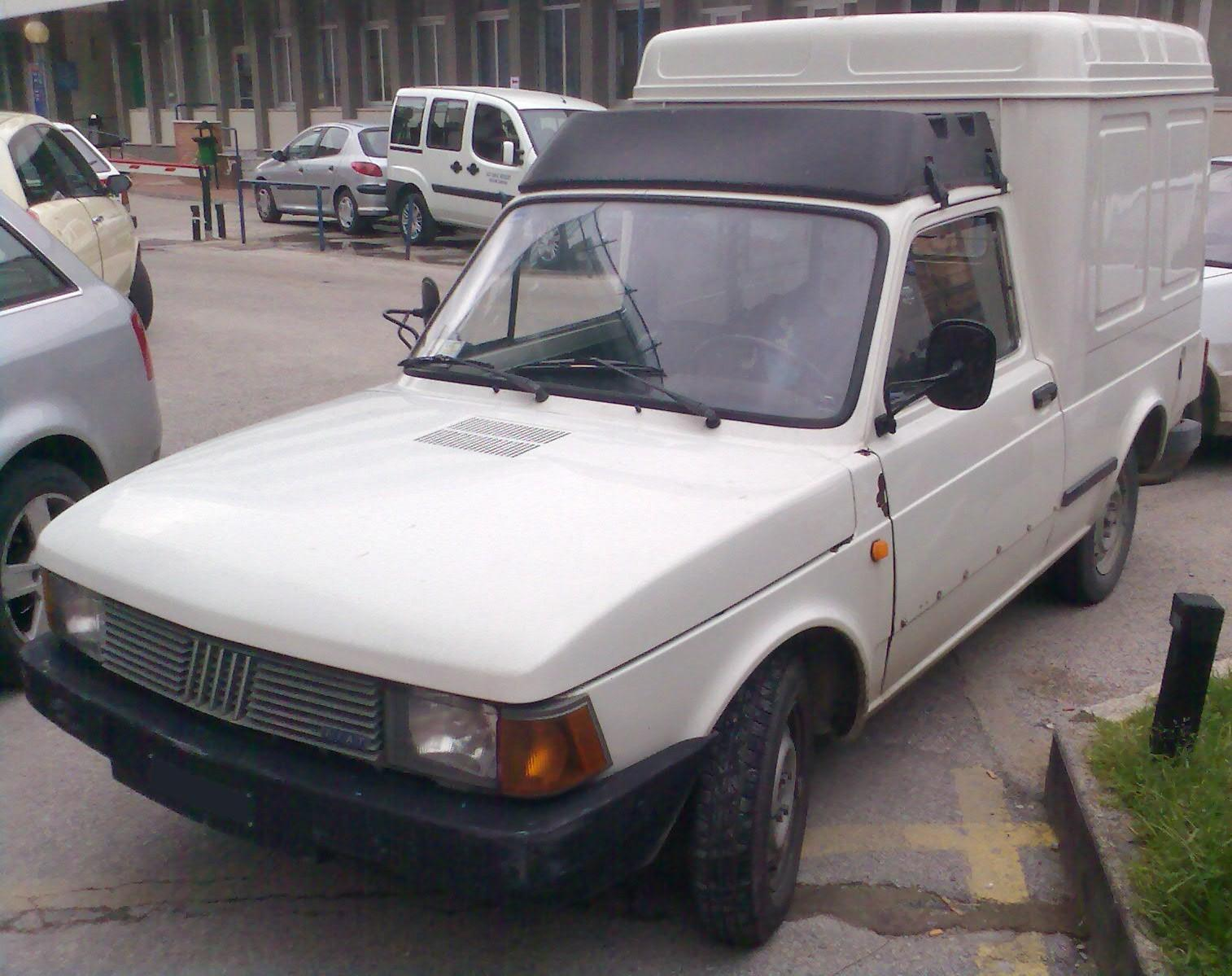
Fiat Fiorino I (1980-1988)
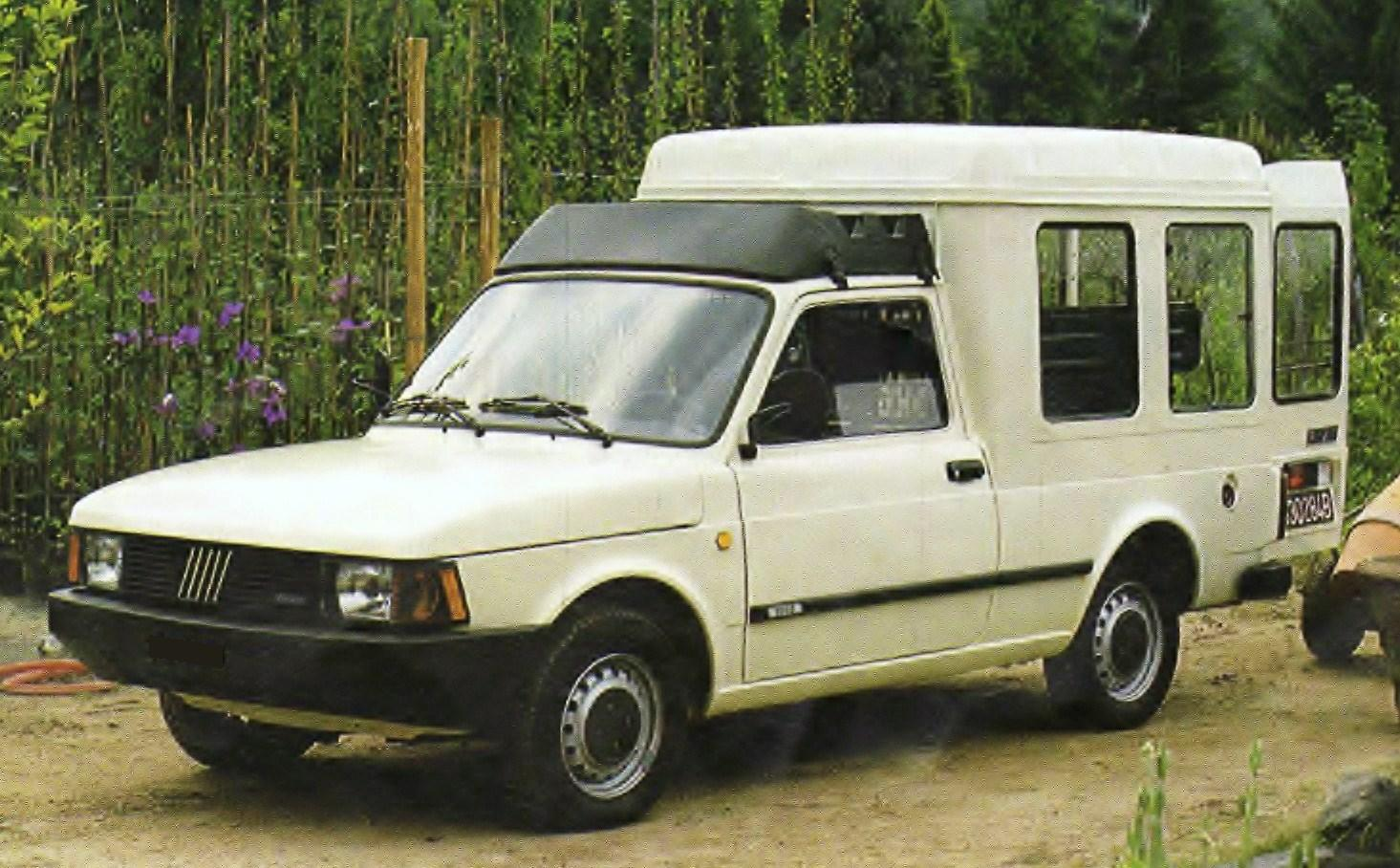
Fiat Fiorino I Combi (1980-1988)

### Двигуни
- 0.9 8V I4
- 1.05 8V I4
- 1.3 8V diesel I4

### Версія для Іспанії

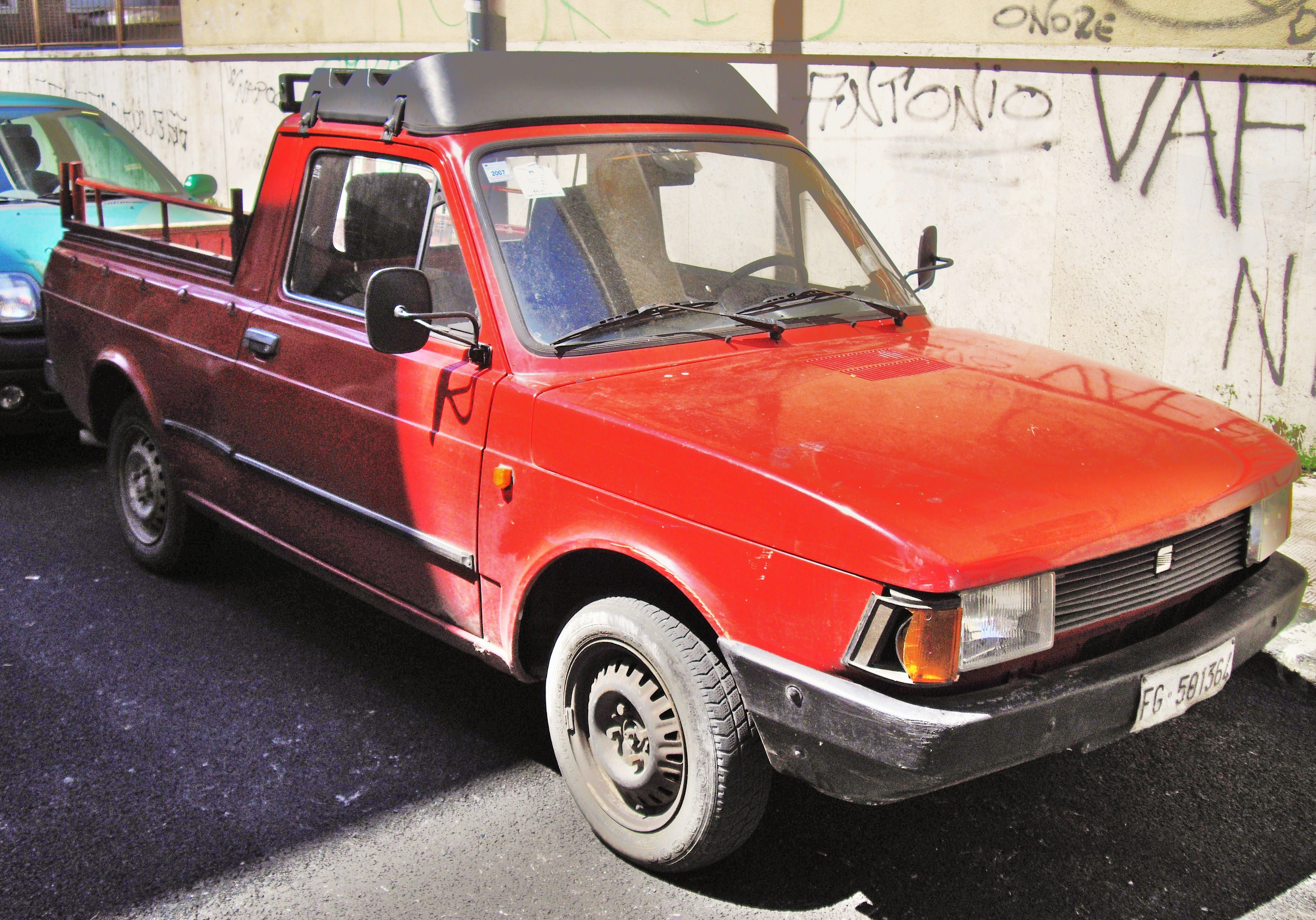
SEAT Fiorino пікап

У Іспанії модель Fiorino випускалася компанією SEAT на спільному підприємстві з Fiat: Іспанська версія отримала ім'я Emelba 127 Poker і випускалася також у варіантах закритого кузова і кузова пікап. Пізніше модель 127 Poker була перейменована в SEAT Fiorino. На автомобіль ставилися двигуни від SEAT 127, автомобілі збиралися на заводі в Барселоні. Виробництво моделі закінчилося в 1986 році, на зміну прийшла модель SEAT Terra.

## Fiat Fiorino II (1988–2013)

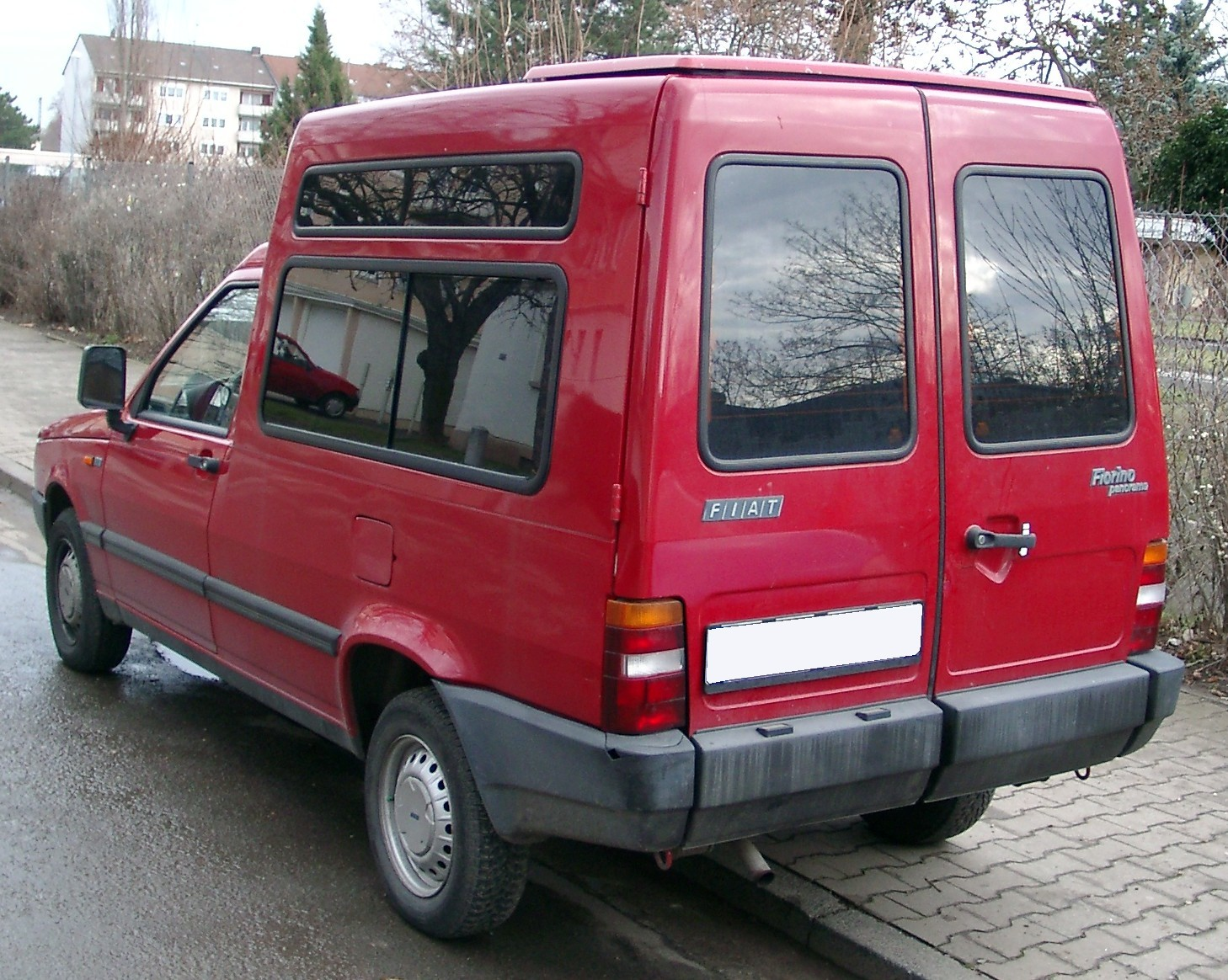
Fiat Fiorino II (1988-2004)

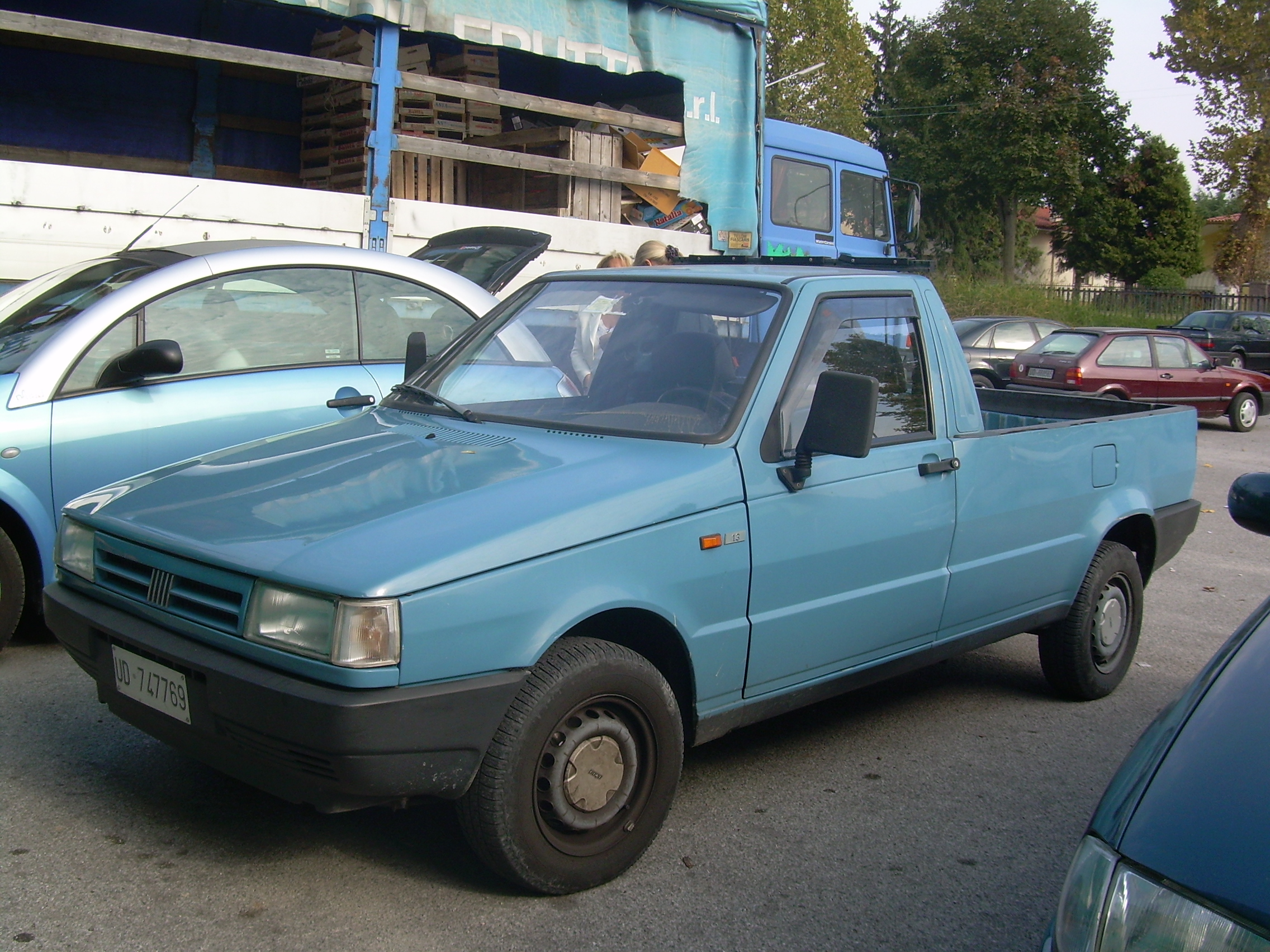
Fiat Fiorino II пікап (1988-2004)

У 1984 році була розроблена нова версія Fiat Fiorino, заснована на базі бразильського варіанту Fiat Uno. Друге покоління автомобіля також випускалася у варіантах з закритим кузовам і пікап. В Європі збірка здійснювалася на заводі в Болоньї з 1988 по 2000 рік. Вироблено більше 250 000 автомобілів.
У 1992 році з'явилася рестайлінгова версія Fiorino, заснована на стилі Fiat Tipo і отримала нову платформу, новий салон і більш економічний двигун. Ще один (і останній) рестайлінг для європейської серії автомобілів був проведений в 1997 році.
У 1994 році в Південній Америці Fiat розробив нову платформу для Fiat Mille (економічний варіант європейського варіанту Fiat Uno) і з 1994 року на цій платформі стали випускати і Fiat Fiorino. Виробництво продовжується і до цього дня. У Південній Америці продано більше 1000000 автомобілів цієї моделі. У 2004 році для моделі був проведений рестайлінг в стилі Fiat Doblò. У 2009 році автомобілі стали випускатися з новим логотипом (червоний фон) Fiat.
Модель Fiorino була першою для компанії Fiat, яку вирішили випускати за ліцензією в Китаї. Автомобіль почали випускати в 1996 році і закінчили в кінці 2001 року, коли з'явилися моделі Palio і Siena.
Об'єм вантажного відсіку Fiorino становить до 3,2 м3.

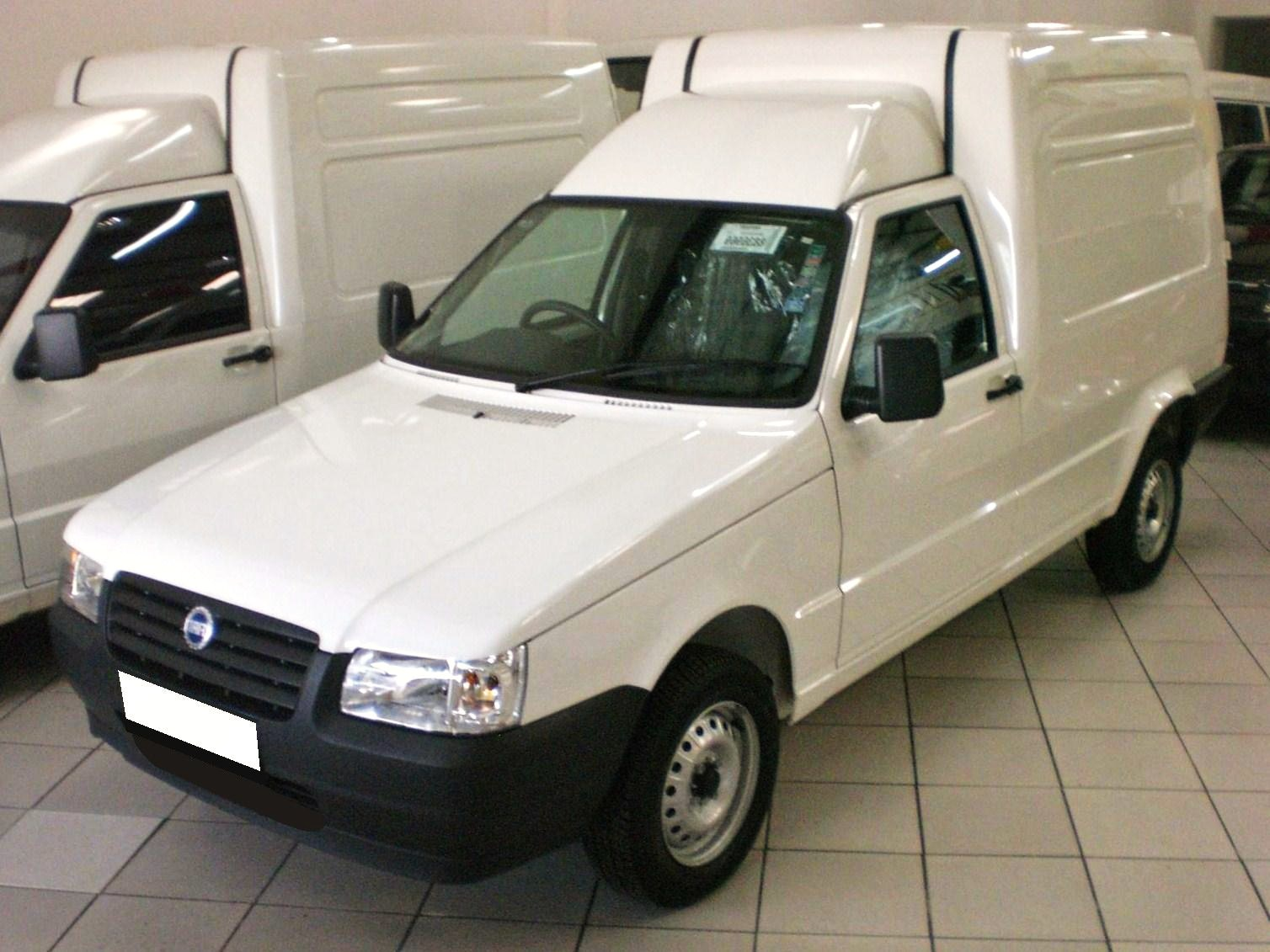
Fiat Fiorino II (2004-2009)
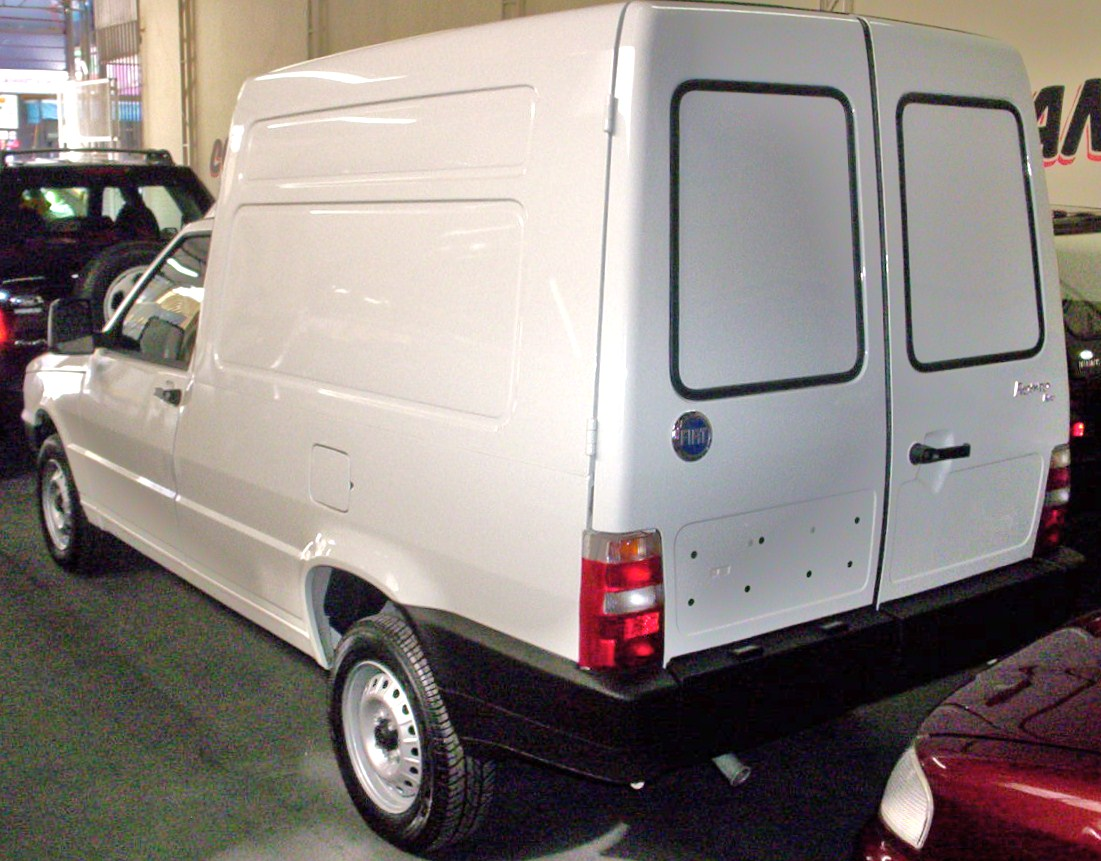
Fiat Fiorino II (2004-2009)
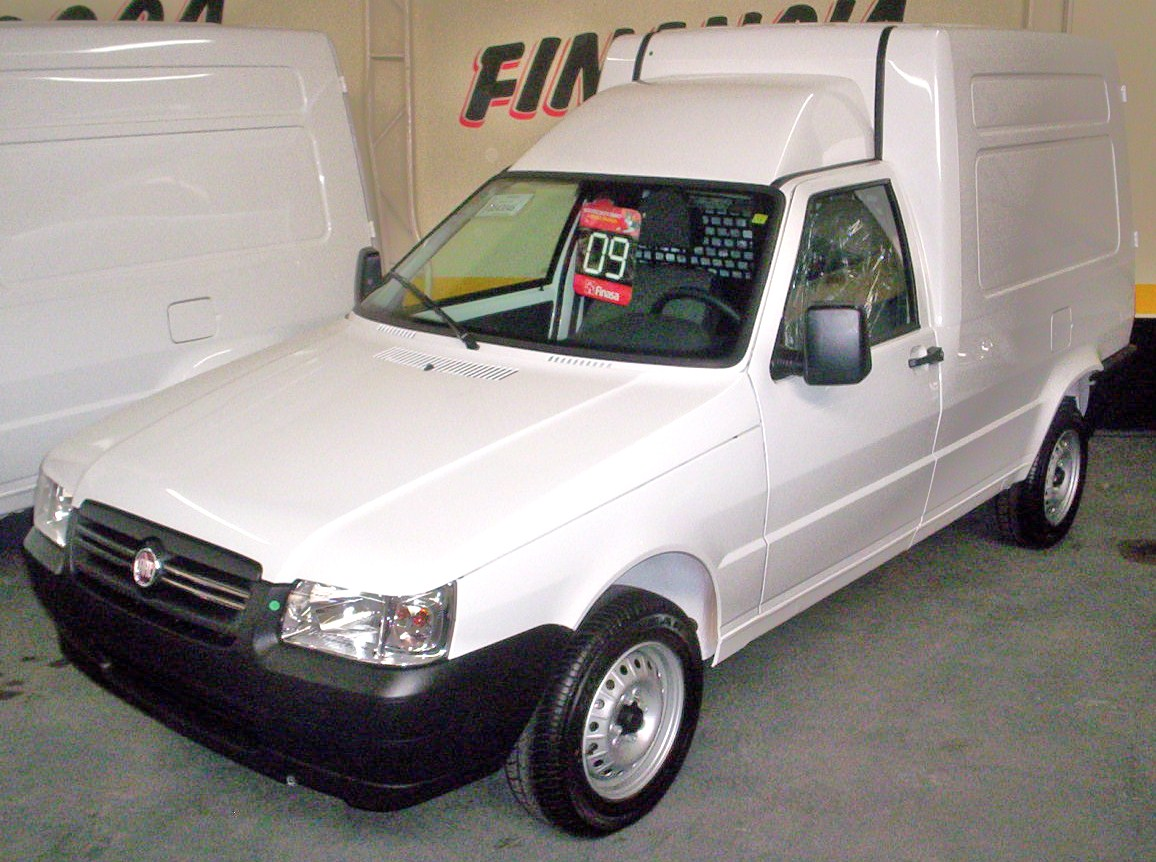
Fiat Fiorino II (2009-2013)

### Двигуни
- 1.0 L FIRE I4
- 1.1 L FIRE I4
- 1.1 L 146.A6 I4
- 1.3 L 146.A5 I4
- 1.4 L FIRE Evo I4 flexyfuel
- 1.5 L 124 series I4
- 1.6 L 128 series I4
- 1.7 L I4 diesel

## Fiat Fiorino III (з 2008)

### Fiat Fiorino III/Fiat Qubo для ринку Європи (2008-2024)

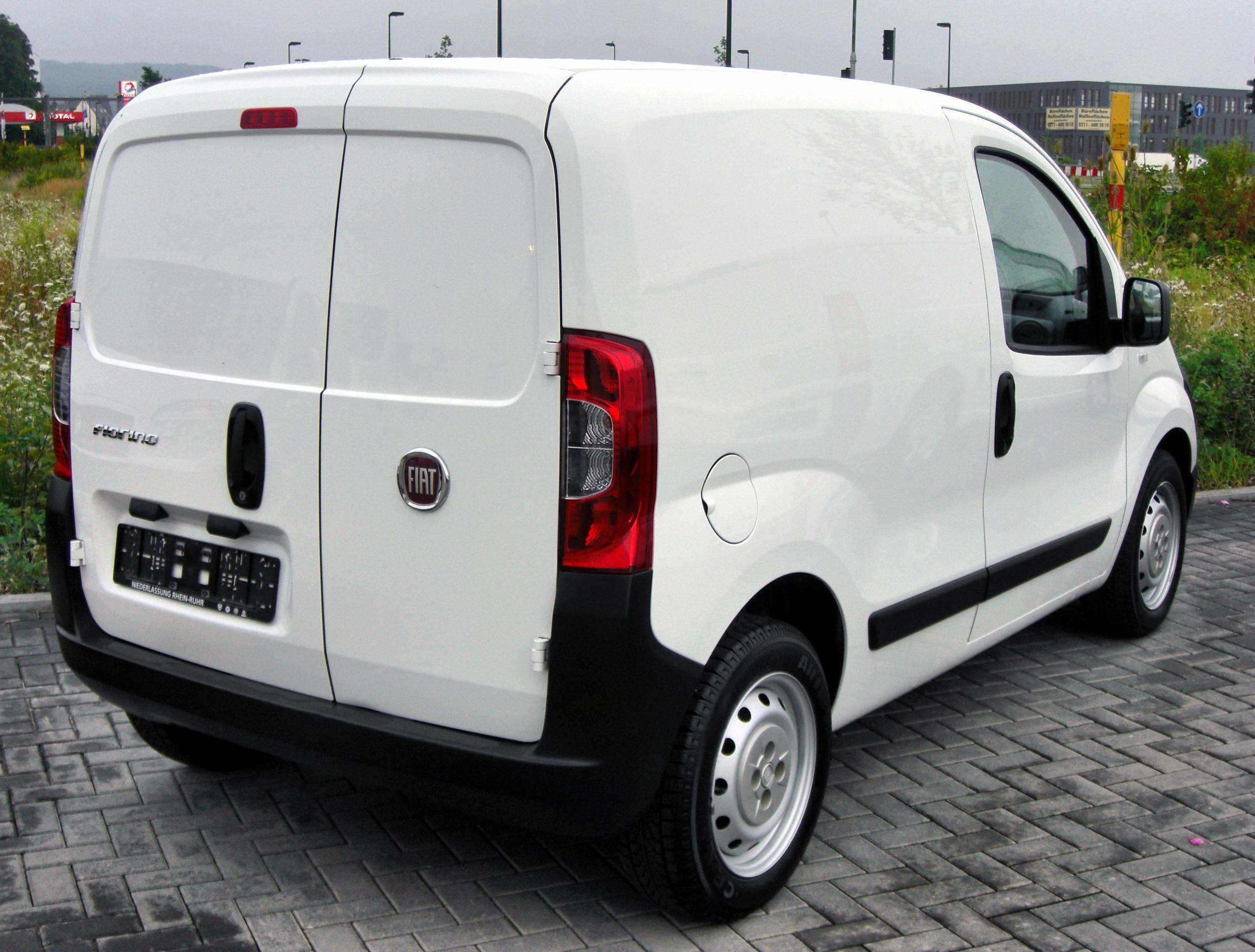
Fiat Fiorino III Cargo (2008-2016)

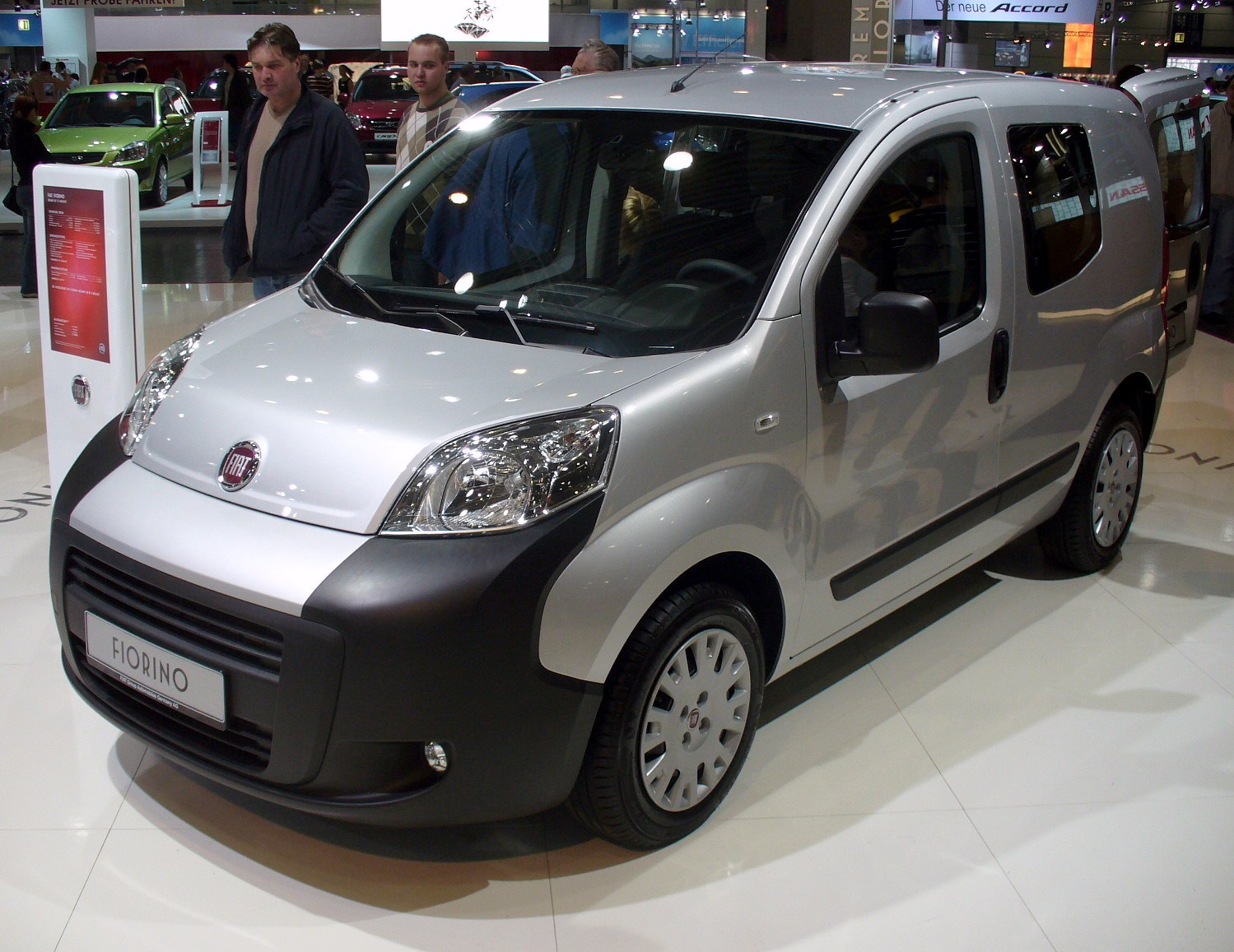
Fiat Fiorino III Combi (2008-2017)

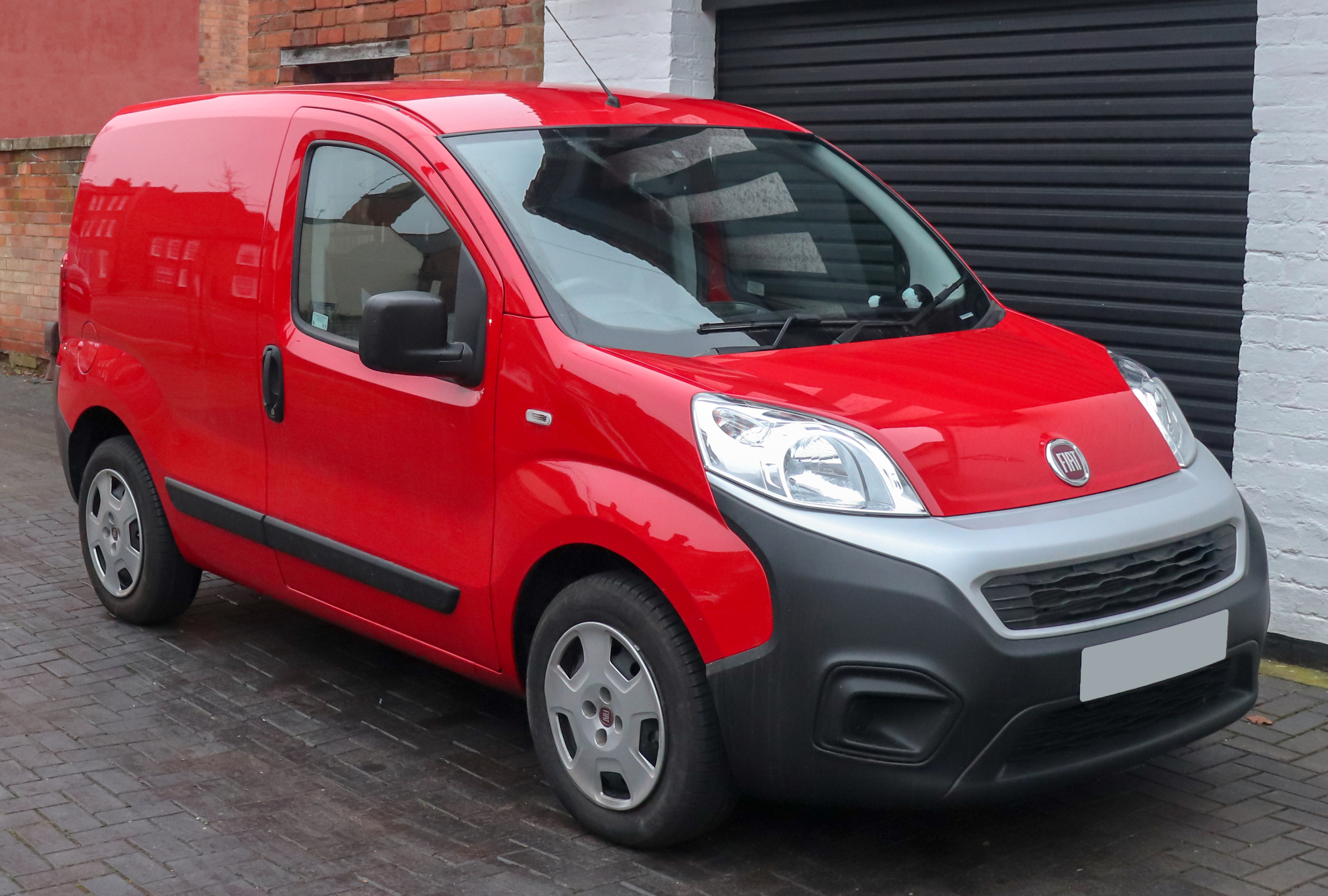
Fiat Fiorino III Cargo (з 2016)

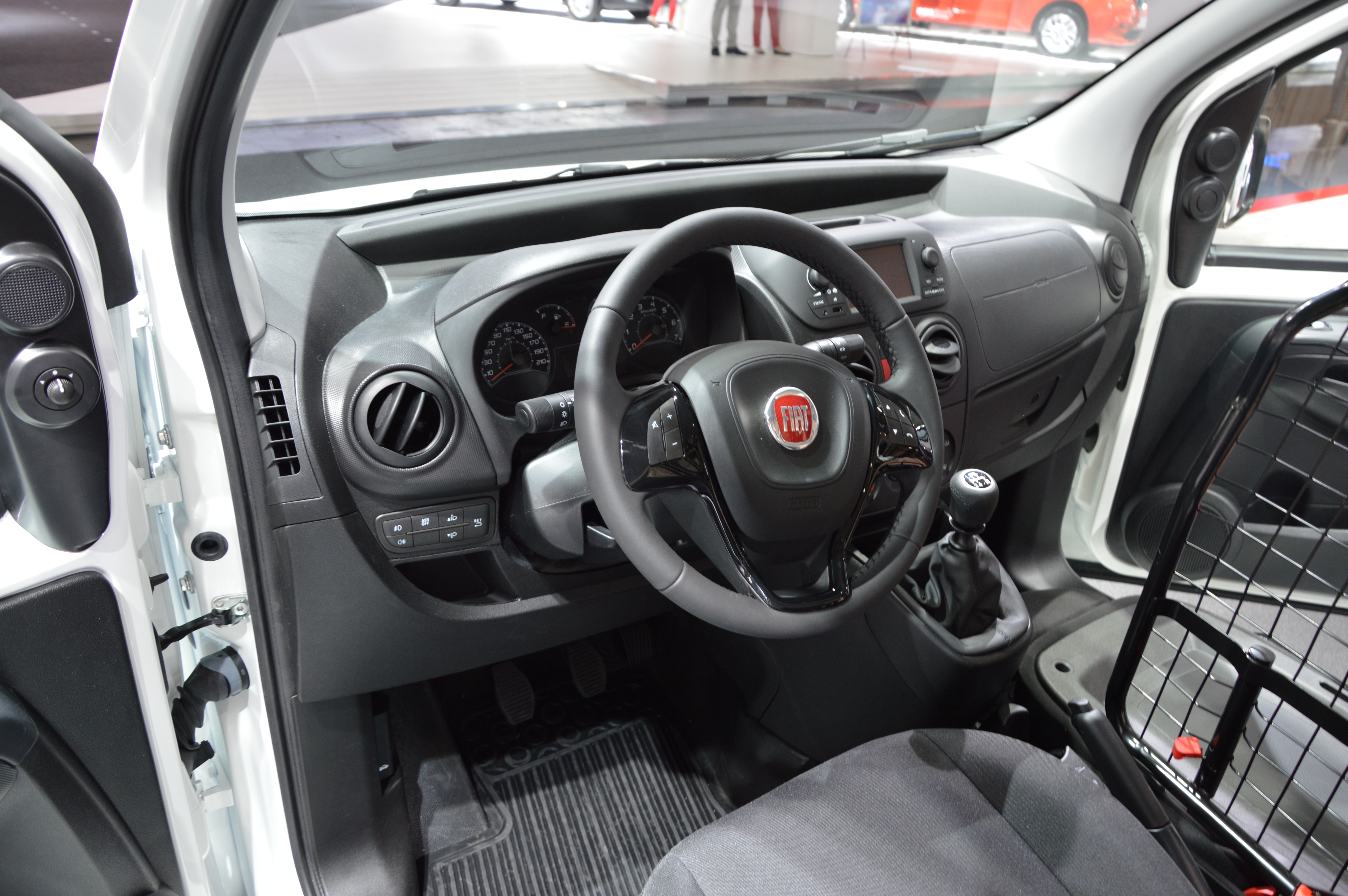

Третє покоління Fiat Fiorino було представлено влітку 2007 року і надійшло в продаж на початку 2008. Автомобіль був розроблений спільно компаніями Fiat, PSA Peugeot Citroën і Tofaş і заснований на платформі Fiat Grande Punto і відрізняється збільшеною до 2510 мм колісною базою. Об'єм вантажного відсіку становить 2,5 кубометра, максимальна вантажопідйомність — 610 кілограм. Також випускається під назвами Citroën Nemo і Peugeot Bipper.
Для автозаводу Tofaş це був величезний крок уперед, тому що більша частина розробки моделі була зроблена там. Автомобіль збирається на заводі в Бурсі, Туреччина.
Fiat в березні 2008 року також запустив виробництво пасажирського варіанту під назвою Fiat Qubo. (див. нижче)
Fiat Fiorino отримав титул Міжнародний фургон 2009 року.
Оновлені в 2016 році, всі три версії даного автомобіля - Cargo, Combi та Adventure використовують 1.3 - літровий турбодизельний двигун Фіат, хоча найбільша потужність - 94 к.с. - доступна тільки для Fiat Fiorino. 
Фіат Фіоріно має довжину 3,8 м, і як для такого компактного мінівена досить практичне і містке багажне відділення, в якому можна розмістити вантаж, об'ємом 2,5 м3. Доступний обсяг може бути збільшений до 2,8 м3, якщо опустити пасажирське сидіння. Довжина максимально можливого вантажу становить 2,49 м. Fiat Fiorino оснащений безліччю функцій і систем забезпечення безпеки. Паркувальні сенсори, бічні і пасажирські подушки безпеки доступні для вибору за додаткову плату. У базовій комплектації представлена подушка безпеки тільки для водія.

#### Двигуни
- Бензиновий

| Двигун        | Об'єм [см3 ] | Потужність [к.с.] ([кВт]) при об/хв | Крутний момент [Нм] при об/хв | Циліндри | Клапанний механізм | Розгін (с) 0-100 км/год | Максимальна швидкість км/год | Витрати пального (л/100 км) середні | Роки виробництва |
| ------------- | ------------ | ----------------------------------- | ----------------------------- | -------- | ------------------ | ----------------------- | ---------------------------- | ----------------------------------- | ---------------- |
| 1.4 8V TU3 JP | 1360         | 73 (54)/5200                        | 118/2600                      | Р4       | ?/8                | 16,2                    | 155                          | 6,9                                 | з 2007           |

- Дизельний

| Двигун          | Об'єм [см3 ] | Потужність [к.с.] ([кВт]) при об/хв | Крутний момент [Нм] при об/хв | Циліндри | Клапанний механізм | Розгін (с) 0-100 км/год | Максимальна швидкість км/год | Витрати пального (л/100 км) середні | Роки виробництва |
| --------------- | ------------ | ----------------------------------- | ----------------------------- | -------- | ------------------ | ----------------------- | ---------------------------- | ----------------------------------- | ---------------- |
| 1.3 Multijet 75 | 1248         | 75 (55)/4000                        | 190/1750                      | Р4       | ?/16               | 16,5                    | 155                          | 4,5                                 | з 2007           |
| 1.3 Multijet 95 | 1248         | 95 (70)/4000                        | 200/1750                      | Р4       | ?/16               | 12,2                    | 170                          | 4,6                                 | з 2010           |

- Газовий

| Двигун                        | Об'єм [см3 ] | Потужність [к.с.] ([кВт]) при об/хв | Крутний момент [Нм] при об/хв | Циліндри | Клапанний механізм | Розгін (с) 0-100 км/год | Максимальна швидкість км/год | Витрати пального (л/100 км) середні | Роки виробництва |
| ----------------------------- | ------------ | ----------------------------------- | ----------------------------- | -------- | ------------------ | ----------------------- | ---------------------------- | ----------------------------------- | ---------------- |
| 1.4 8V Fire Natural Power CNG | 1368         | 77 (57)/6000                        | 115/3000                      | Р4       | ?/8                | 17,5                    | 149                          | 6,9                                 | з 2007           |

#### Fiat Qubo
Докладніше: Fiat Qubo

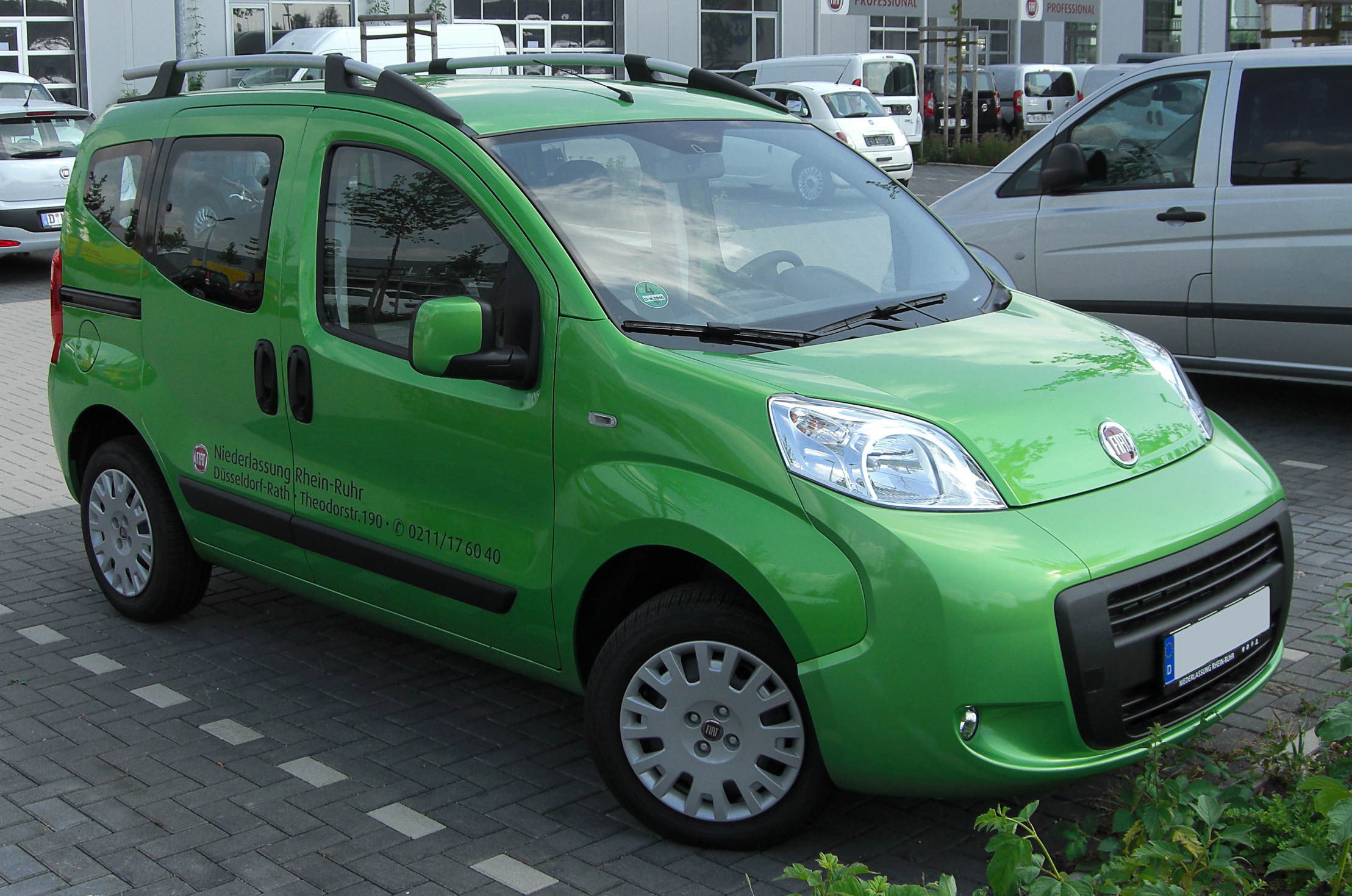
Fiat Qubo

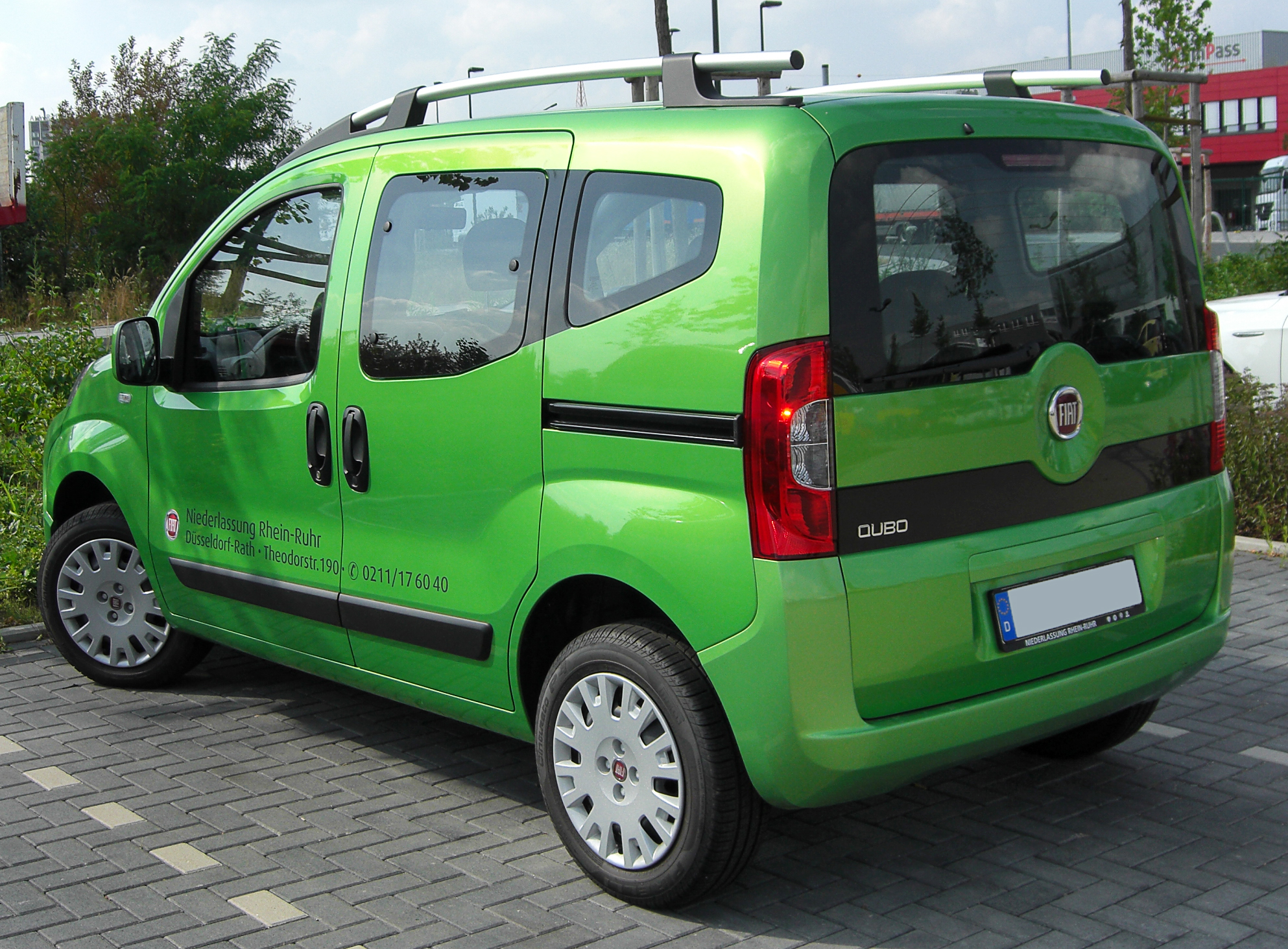
Fiat Qubo

У червні 2008 року була представлена похідна пасажирська модель (типу MPV, компактвен) від Fiorino - Fiat Qubo. Ця версія розрахована на перевезення 5 чоловік і оснащується двигунами: наприклад 1.3 л, дизельний з багатоточковим уприскуванням (74 к.с.) або 1.4 л, бензиновий (72 к.с.). Коробка передач поставляється або 5-ти ступінчаста механічна, або 6-ти ступінчастий автомат.

### Fiat Fiorino III для ринку Пд. Америки (2013-наш час)

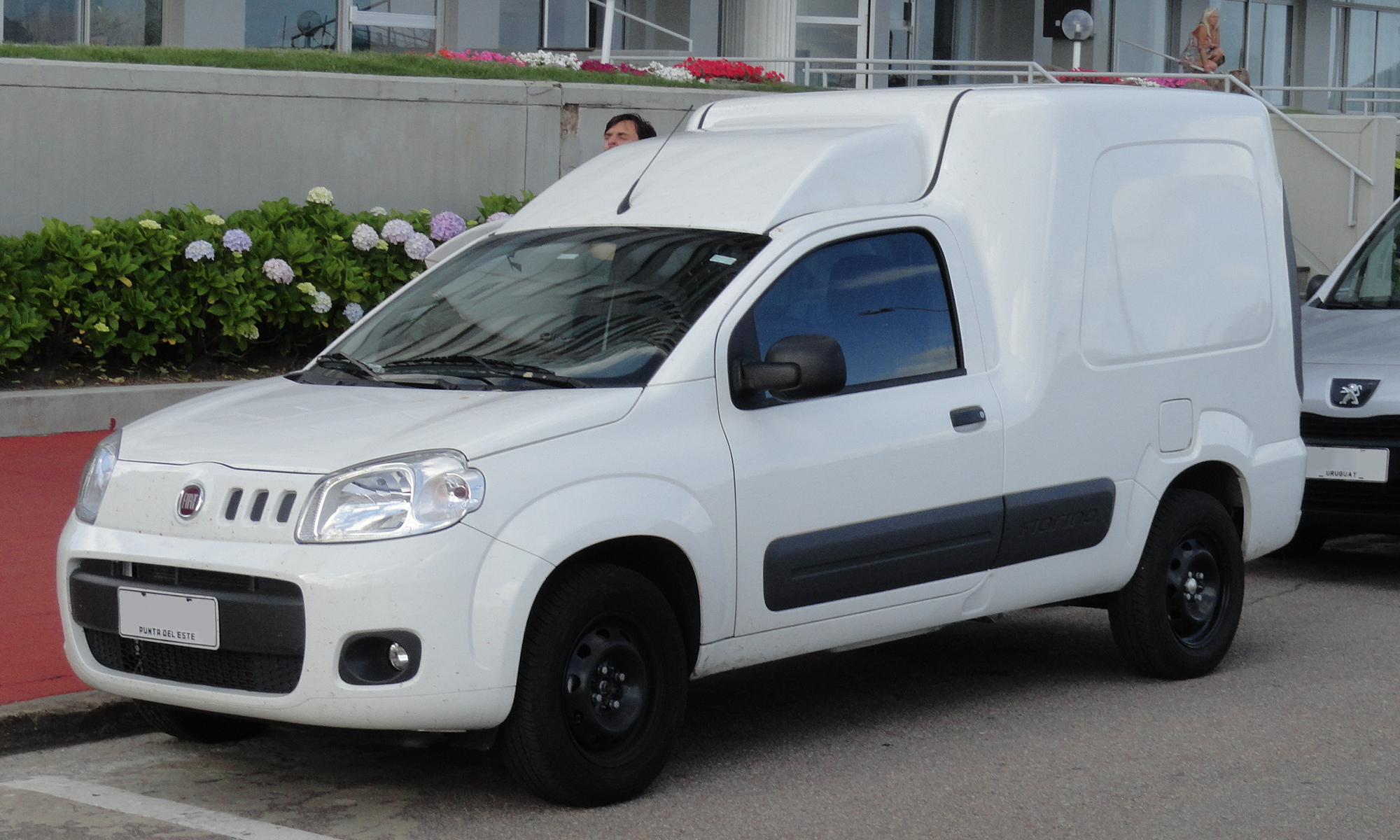
Fiat Fiorino XMF

В 2013 році представлене третє покоління Fiat Fiorino (type 327) для ринку Південної Америки, створене на основі нового Fiat Uno.

### Двигуни
- 1.4 L Fire EVO Flex I4